# Sonnenralle
Die Sonnenralle (Eurypyga helias) ist eine Vogelart aus den Tropen Lateinamerikas. Trotz ihres Namens ist sie mit den Rallen nicht näher verwandt. Sie steht verwandtschaftlich isoliert da und bildet daher eine eigene Familie, die traditionell den Kranichvögeln zugeordnet wurde, heute aber zusammen mit dem Kagu in die Ordnung Eurypygiformes gestellt wird.

## Merkmale

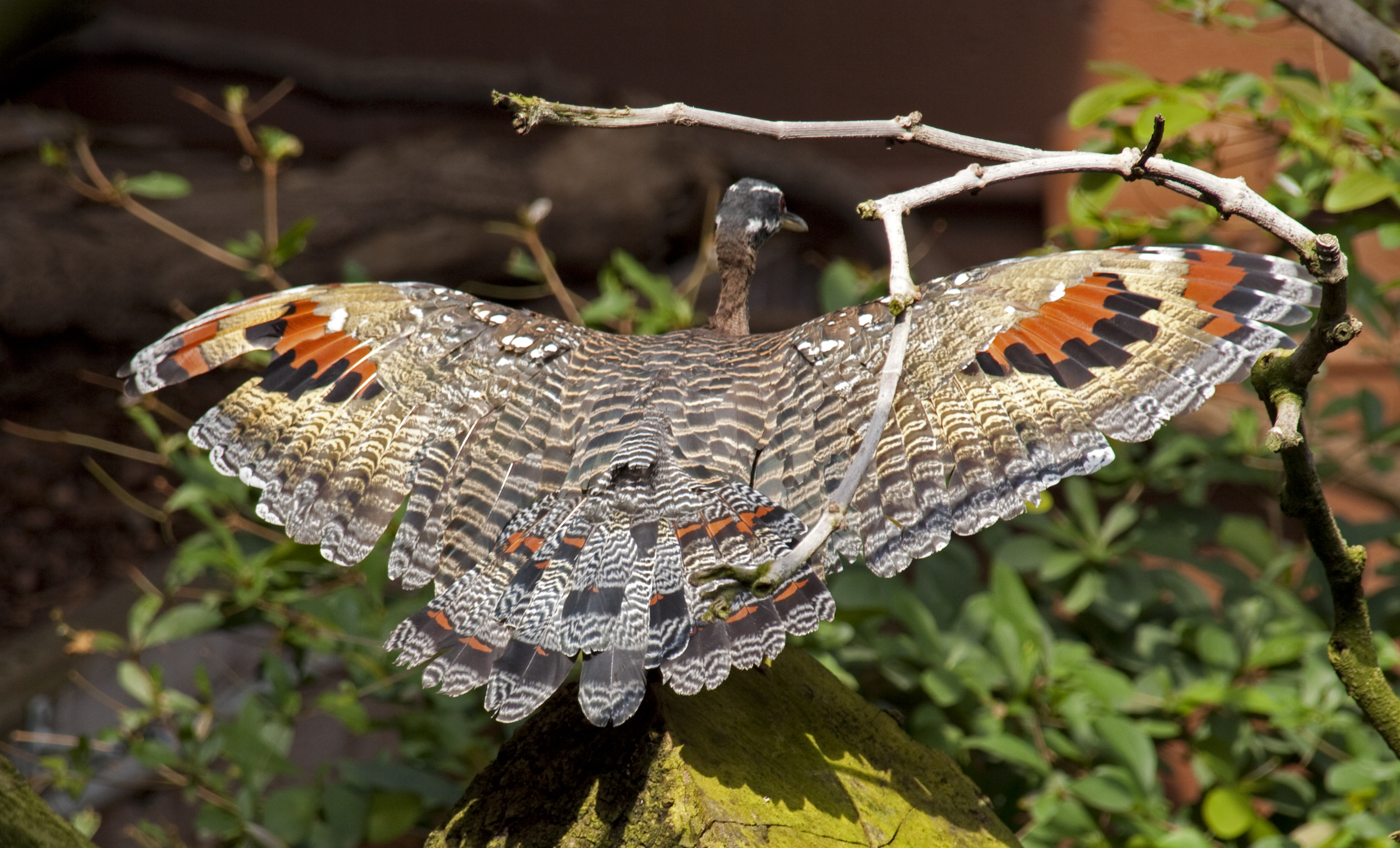
Sonnenralle mit ausgebreiteten Flügeln (Drohgebärde)

Das Verbreitungsgebiet der Sonnenralle

Eine Sonnenralle wird 43 bis 48 cm lang und 180 bis 220 g schwer. Sie hat entfernte Ähnlichkeit mit den nicht verwandten Reihern; dies gilt vor allem für den langen, schlanken Schnabel. Der Hals ist schlank und mittellang, die Beine aber kürzer als bei Reihern.
Das Gefieder zeigt kaum Unterschiede zwischen Männchen und Weibchen. Die Oberseite weist eine feine grau-braun-schwarze Querbänderung auf, die aus der Ferne einen überwiegend grauen Eindruck macht. An der Unterseite überwiegen gelblich-braune Farbtöne. Der Schwanz besitzt auf grauer Grundfarbe zwei kräftige schwarze, vorne rostbraun gesäumte Querbänder auf. Der Kopf ist überwiegend schwarz mit weißer Kehle und zwei weißen Längsbändern über und unter dem Auge. Wenn die Flügel geöffnet werden, wird auf den Schwungfedern ein auffälliges Fleckenmuster sichtbar, das aus jederseits zwei großen rostbraunen, hinten schwarz gesäumten Flecken auf gelblich-brauner Grundfarbe besteht. Dies erinnert ein wenig an die Augenflecken mancher Schmetterlinge und dient möglicherweise ähnlich wie bei diesen der Abschreckung von Feinden.
Die großen, gerundeten Flügel ermöglichen einen schnellen Flug mit langen Gleitphasen. Meistens hält sich die Sonnenralle dabei dicht über der Wasseroberfläche.

## Verbreitung und Lebensraum
Die Sonnenralle besiedelt die tropischen Tief- und Hügelländer von Mittel- und Südamerika bis in etwa 1800 m Höhe. Lebensraum sind Fluss- und Seeufer innerhalb tropischer Regenwälder.
Es gibt drei voneinander getrennte Verbreitungsgebiete. Das Hauptareal umfasst die Tieflands- und Hügelregionen im Einzugsgebiet von Amazonas und Orinoco, nach Süden bis Bolivien und Mato Grosso, sowie die Länder Guayanas. Ein zweites Teilareal nimmt Mittelamerika ein, an der karibischen Seite nach Norden bis in den äußersten Süden von Mexiko, an der Pazifikseite bis Costa Rica, sowie einen küstennahen Streifen im Nordwesten von Kolumbien und im Westen von Ecuador. Das dritte und kleinste Teilareal umfasst die peruanischen Regionen Junín und Cusco.

## Lebensweise

### Ernährung
Sonnenrallen suchen die Beute, indem sie langsam am Waldboden oder im flachen Wasser entlang schreiten. Dabei erstarren sie oft in der Bewegung. Wenn sie eine Beute gesichtet haben, stoßen sie pfeilschnell zu.
Die Nahrung ist ausschließlich tierisch. Wirbellose machen dabei den Hauptanteil aus, doch zu einem nicht unerheblichen Anteil werden auch Wirbeltiere gefressen. Zu den erbeuteten Wirbellosen gehören vor allem am und im Wasser lebende Tiere wie Libellen und deren Larven, Wasserkäfer, Schnecken, Krebstiere und Würmer, aber auch Spinnen, Schmetterlinge, Fliegen und Schaben. Die gefressenen Wirbeltiere sind vor allem kleine Fische, Kaulquappen und Frösche, daneben auch kleine Echsen wie Anolis und Ameiven.

### Fortpflanzung

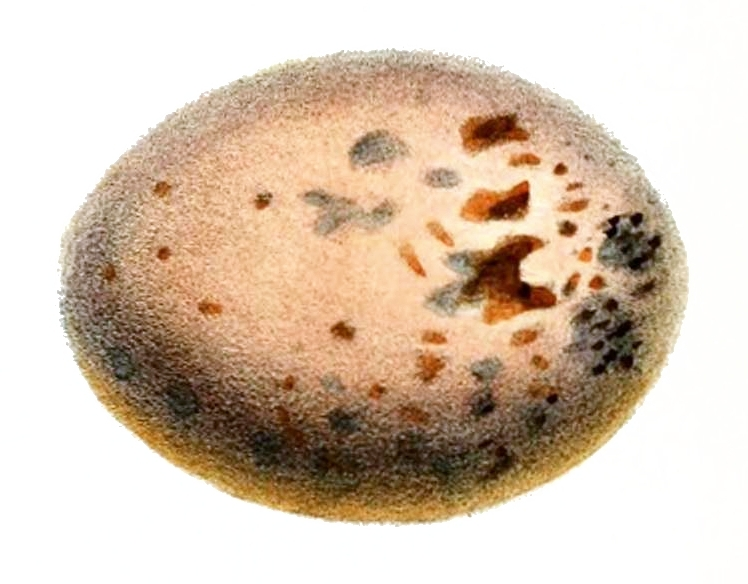
Ei

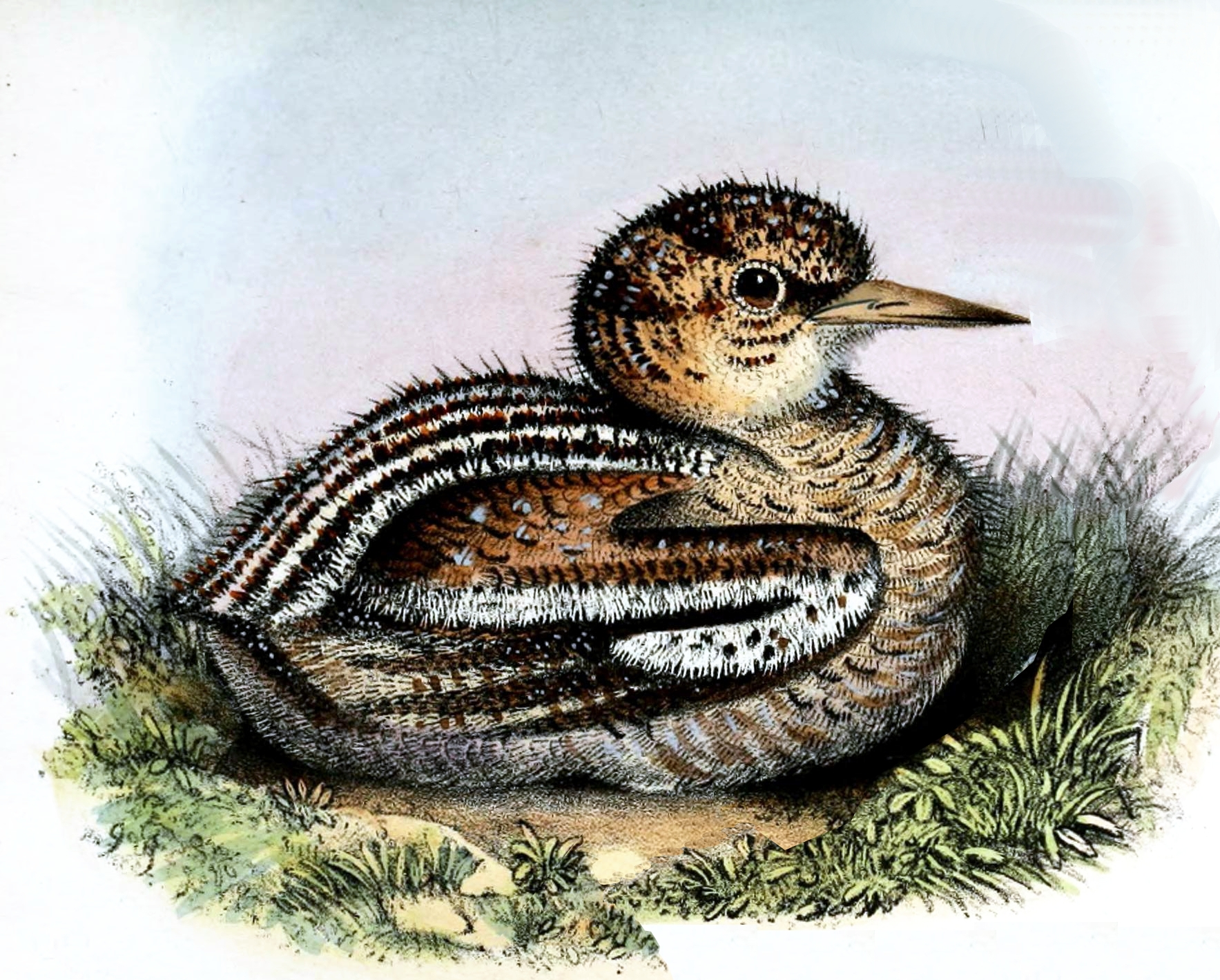
Küken

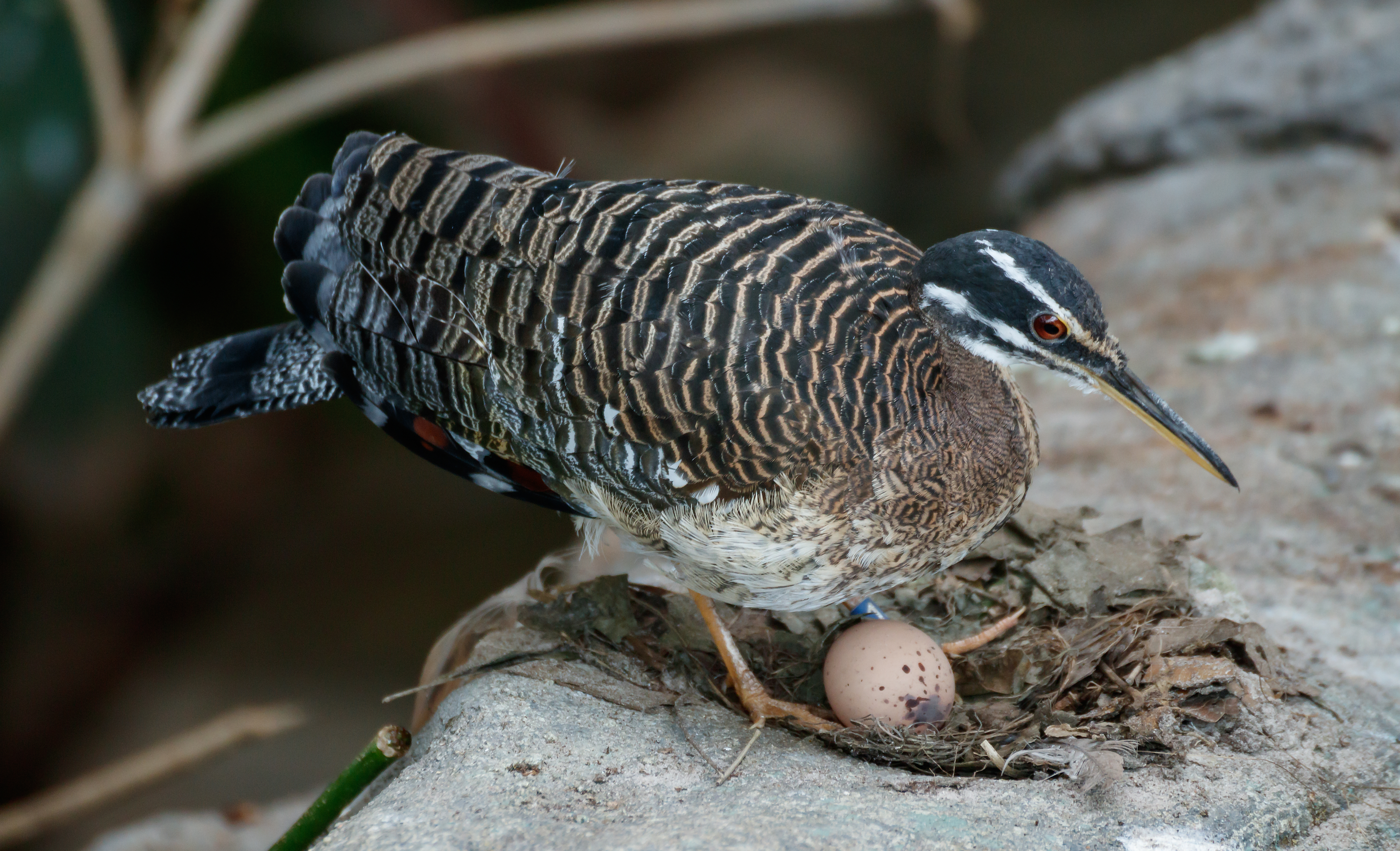
Brütend

Außerhalb der Brutzeit sind Sonnenrallen strikte Einzelgänger. Zur Brutzeit aber finden sich die Paare zusammen und bleiben beieinander, bis die Jungen flügge sind. Über die Paarbildung ist bisher wenig bekannt. Es wird für möglich gehalten, dass sich Sonnenrallen alljährlich mit denselben Partnern verpaaren, also in permanenter Monogamie leben. Dabei nutzen sie Jahr für Jahr dieselben Brutreviere. Zum Beginn der Brutzeit fliegen Sonnenrallen oft über den Baumwipfeln und geben dabei laute Rufe von sich, die wie 'kak-kak-kak' klingen; es wird angenommen, dass es sich hierbei um Balzflüge handelt.
Das Nest wird in einer Höhe von 1 bis 7 m gebaut und hat eine Größe von 22 × 17 cm. Es besteht aus Blättern, Moos und vor allem Schlamm, der das Nest zusammenhält und am Ast befestigt. Manchmal sprießen aus diesem Schlamm Keimlinge, so dass grüne Pflanzen aus dem Nest herauswachsen und bei seiner Tarnung dienlich sind. Das Weibchen legt ein bis zwei beigefarbene Eier mit rötlichen Flecken, die eine Größe von 4,3 × 3,4 cm haben. Die Brutzeit beträgt 30 Tage, beide Partner beteiligen sich zu gleichen Teilen.
Die Jungen sind zunächst sehr unselbständig (Nesthocker) und nicht fähig, sich eigenständig zu bewegen. Sie werden durch die Altvögel gefüttert, aus deren Schnäbeln sie die Nahrung entgegennehmen. Es dauert 22 bis 30 Tage, bis sie flügge werden. In dieser Zeit sind junge Sonnenrallen außerordentlich anfällig für Gefahren. Zu den Feinden gehören Kapuzineraffen, Tayras, Grisons, Ozelots und Greifvögel. Die Elternvögel versuchen das Nest durch eine Imponiergeste zu verteidigen, bei der sie die Flügel ausbreiten und dem Angreifer das Augenfleckenmuster zeigen, den Schwanz fächerartig aufstellen und die Brust senken. Auch versuchen sie einen Feind vom Nest fortzulocken, indem sie eine Flügelverletzung vortäuschen.
Die maximale Lebensdauer beträgt dreißig Jahre.

## Systematik

### Äußere Systematik

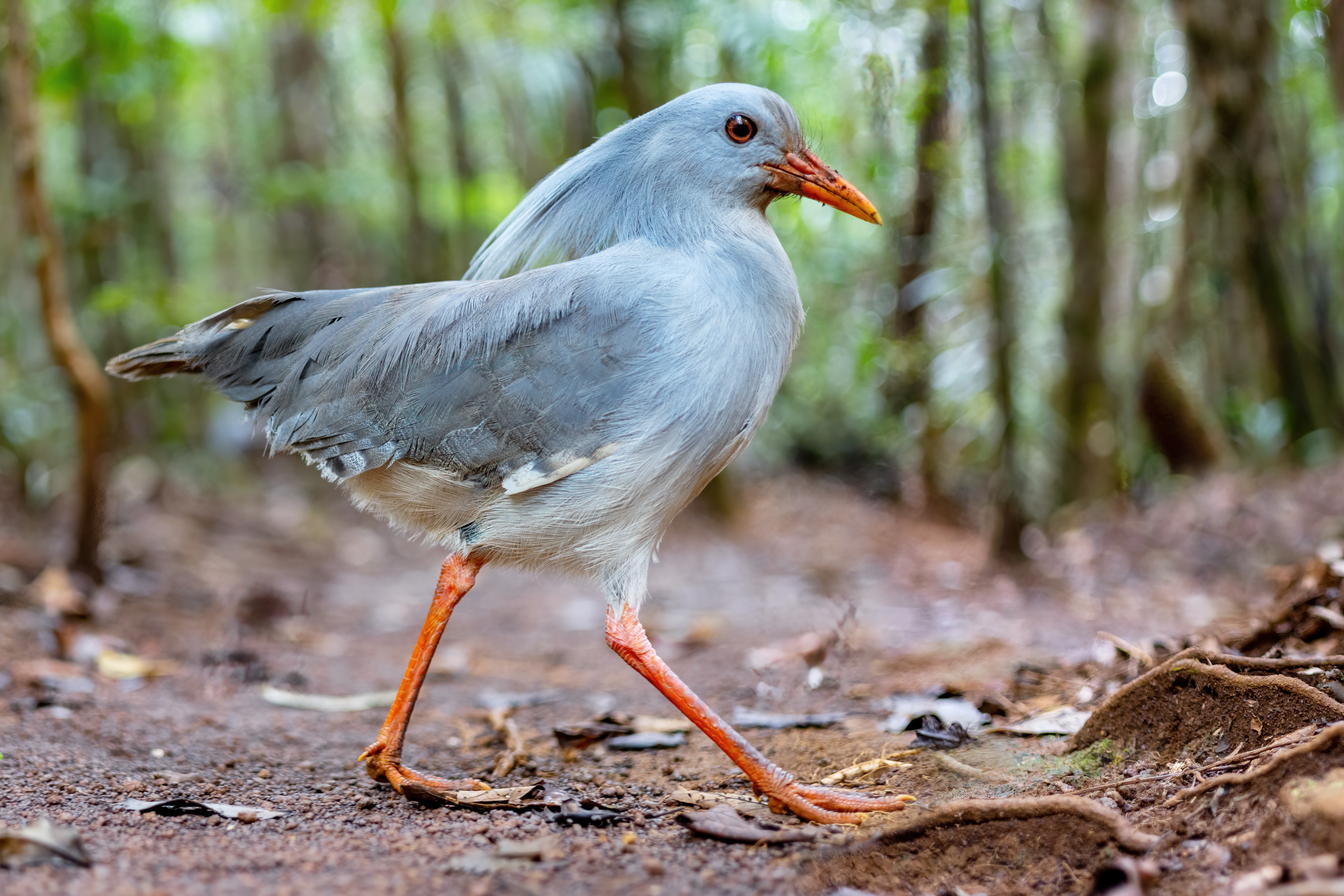
Der Kagu ist der einzige nähere Verwandte der Sonnenralle

Traditionell wurde die Sonnenralle den Kranichvögeln zugeordnet. Dabei gibt es die namentliche Zuordnung zu den Rallen nur im Deutschen. Im Englischen heißt dieser Vogel Sunbittern, wird also als Dommel eingeordnet. Tatsächlich beschrieb der Zoologe Peter Simon Pallas die Sonnenralle 1781 als Ardea helias und stellte sie damit in die Gattung der Reiher.
Innerhalb der Kranichvögel war die Verwandtschaft der Sonnenralle lange umstritten. In jüngerer Zeit verdichten sich die Hinweise, dass die Sonnenralle mit Rallen und Kranichen nicht näher verwandt ist, sondern eine gemeinsame Klade mit dem Kagu und den fossilen Gattungen Messelornis und Aptornis bildet. Der Kagu, ein endemischer Vogel Neukaledoniens, wäre somit die Schwesterart der Sonnenralle. Der Kagu und die Sonnenralle sind vielleicht die letzten Überreste einer einst viel größeren Klade von Vögeln, die auf Gondwana verbreitet war und durch das Auseinanderdriften der Kontinente getrennt wurde.
Vor kurzem wurde die Sonnenralle zusammen mit dem Kagu in die neue Ordnung Eurypygiformes gestellt, was vom International Ornithological Congress und der American Ornithologists’ Union auch anerkannt wurde.

### Innere Systematik
Es gibt drei Unterarten, die deutlich auseinanderzuhalten sind:
- Eurypyga helias helias in Amazonien und im nördlichen Südamerika; das Rückengefieder ist beige und schwarz gestreift; die Beine sind gelb bis orange.
- Eurypyga helias major in Mittelamerika sowie in Kolumbien und Ecuador; größte Unterart; das Rückengefieder ist grau und schwarz gestreift; die Beine sind rot.
- Eurypyga helias meridionalis in Peru; kleinste Unterart; ähnelt major, die schwarzen Streifen sind jedoch dünner; die Beine sind orange.

Zeitweise wurden helias und major auch als unterschiedliche Arten angesehen, was heute aber nicht mehr üblich ist.

## Menschen und Sonnenrallen
Durch die Zerstörung der Regenwälder schwindet auch der Lebensraum der Sonnenrallen. Ihre Gesamtpopulation aber lebt in einem Verbreitungsgebiet von 8.500.000 km² Größe und ist daher nicht bedroht. Die IUCN führt sie im Status nicht gefährdet.
Von indianischen Völkern Brasiliens und Venezuelas wurden und werden Sonnenrallen manchmal halbzahm gehalten. Da sie in den Dörfern Fliegen und andere Insekten fressen, werden sie als nützlich angesehen.
In europäischen Zoos wird die Sonnenralle seit dem 19. Jahrhundert gehalten. Dem Zoo in London gelang 1865 die europäische Erstzucht.